# Jaime Elías Arasa
Jaime Elías Arasa (*Barcelona, 1894 - Palma de Mallorca, 1986) fue un fabricante de pianos y órganos. 

## Biografía
Aprendió el oficio de pianista con el Maestro Soler, en la fábrica Font, de Barcelona, ciudad donde también se formó como organero. Trabajó para algunas de las mejores casas, viajó a Stuttgart para perfeccionar la técnica y, en Barcelona, fue afinador y restaurador del Liceo y montó su propio taller en 1921.
En 1930 se trasladó a Palma de Mallorca, donde abrió, al lado de Teatro Principal, el taller "Casa Elias".
En 1936, mientras restauraba el órgano de Santa María de Mahón, fue sorprendido por el inicio de la guerra civil española. Participó en la expedición de Bayo en Mallorca y después pasó a Valencia. En 1939 regresó a Mallorca y se reincorporó al taller de restauración y afinado.
Montó la fábrica de pianos Casa Elias (1949-1972), dedicada a verticales y de cola, comercializados con las marcas JAYEL, Strauss y Schumman. La calidad de los pianos determinó una fuerte demanda por parte de diferentes países como Argentina, Brasil, Cuba, Venezuela, Indochina y España.
El año 1958 le fue concedida, en Zaragoza, la medalla de Honor Hispanofrancesa a la marca Jayel.
En la Mallorca del boom turístico, los pianos Jayel se convirtieron en elemento habitual de nuevos Hoteles y salas de fiestas. La fábrica llegó a contar con 49 empleados, pero los métodos artesanales limitaron la producción a una media de seis pianos semanales.
La irrupción de pianos japoneses, de producción masiva a bajo coste, determinó la crisis. Casa Elias fue la última fábrica artesana de pianos de España. El taller de afinado y restauración no ha cesado su actividad después de su muerte, su hijo Jaime Elias Fernández lo continuó hasta el 2008, año en que falleció, ahora es su nieto Jaime Elias Orfila el que sigue al frente del taller. www.pianoscasaelias.com
- Datos: Q5925013